# Exodictyon linealifolium
Exodictyon linealifolium là một loài rêu trong họ Calymperaceae. Loài này được Müll. Hal. Cardot mô tả khoa học đầu tiên năm 1899.